# Ренье, Леон
Шарль Альфо́нс Лео́н Ренье́ (фр. Charles Alphonse Léon Renier; 2 мая 1809 года, Шарлевиль (ныне Шарлевиль-Мезьер) — 11 июня 1885 года, Париж) — французский филолог XIX века, знаток латинской эпиграфики.

## Биография
Руководил изданием «Encyclopédie moderne» (30 т., Париж, 1845—51), был профессором латинской эпиграфики в Коллеж де Франс, собирал древние надписи в Алжире, в 1861 г. заведовал раскопками в саду Фарнезского дворца в Риме.

## Сочинения
- «Recueil des inscriptions romaines de l’Algérie» (Париж, 1855—58, не окончено)
- «Mélanges d’épigraphie» (Париж, 1854)
- «Recueil de diplômes militaires» (Париж, 1876).